# Warschauer Hauptschule

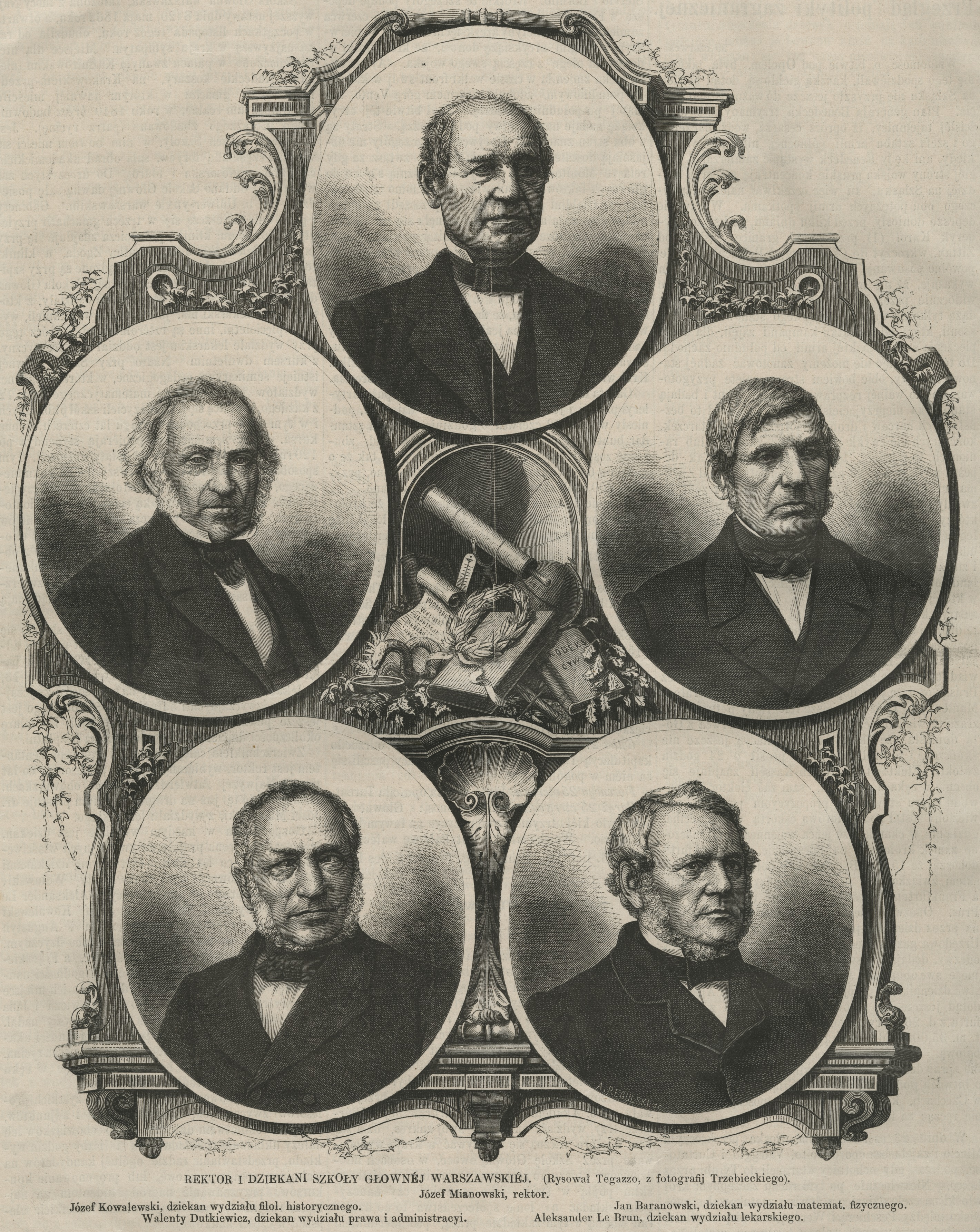
Józef Mianowski, Rektor; Józef Kowalewski, Dekan der phil.-hist. Abteilung; Jan Baranowski, Dekan der math.-phys. Abteilung; Walenty Dutkiewicz, Dekan der Abteilung Recht und Administration; Aleksander Antoni Le Brun, Dekan der med. Abteilung. Tygodnik Illustrowany 1866

Die Warschauer Hauptschule (polnisch Szkoła Główna Warszawska) war eine Hochschule in Warschau in den Jahren 1862–1869.
Sie wurde im Juni 1862 von dem Adligen und Politiker Aleksander Wielopolski aufgrund eines Ukas des russischen Kaisers Alexander II. gegründet. Sie war in einem der im Jahr 1831 neu errichteten Gebäude der Universität Warschau angesiedelt. Unter dem Direktor Józef Mianowski erreichte die Schule rasch ein hohes Bildungsniveau und erlangte den Rang einer Hochschule. Als repressive Reaktion auf den Januaraufstand wurde die Schule im November 1869 in der bis dahin geltenden Form geschlossen und vom Lehrprinzip den damaligen russischen Universitäten angeglichen.

## Abteilungen
- Recht und Administration
- philologisch-historische Abteilung
- mathematisch-physikalische Abteilung
- medizinische Abteilung

## Lehrer
- Józef Kowalewski, Dekan der philologisch-historischen Abteilung
- Jan Baranowski, Dekan der mathematisch-physikalischen Abteilung
- Jan Papłoński, Professor für Grammatik
- Aleksander Antoni Le Brun, Dekan der medizinischen Abteilung
- Constantin Gorski, Assistenzprofessor für Zoologie und vergleichende Anatomie